# Vera Nikolaevna Zavadovskaja
Vera Nikolaevna Zavadovskaja, nata Apraksina (in russo Вера Николаевна Завадовская?) (San Pietroburgo, 2 novembre 1768 – Narva, 22 novembre 1845), è stata una nobildonna russa, e damigella d'onore dell'imperatrice Caterina II.

## Biografia
Unica figlia del conte Nikolaj Fëdorovič Apraksin e di sua moglie Sof'ja Osipovna Apraksina. I suoi due fratelli morirono durante l'infanzia. Venne chiamata in onore della sorella di sua nonna, Vera Grigor'evna.
Sua nonna materna, Anna Grigor'evna, era la sorella di Aleksej Grigor'evič Razumovskij e Kirill Grigor'evič Razumovskij.
Ebbe una grande influenza sullo zio Kirill Grigor'evič Razumovskij e dopo la morte della moglie, nel 1771, si trasferì con la sua famiglia a casa sua.

## Matrimonio
Non ancora quindicenne, la sua bellezza attirò l'attenzione di molti uomini. Era alta, magra, con occhi scuri. Sua madre, una donna intelligente ed egoista, avrebbe voluto per lei un matrimonio di convenienza. Nei primi mesi del 1786 Vera si fidanzò con Pëtr Petrovič Naryškin (1764-1825). Successivamente sua madre pensò al conte Pëtr Vasil'evič Zavadovskij, che spesso passava il tempo in casa loro. Il conte era scapolo, ricco, bello e dotato di un incantevole fascino, in grado di soddisfare facilmente la giovane Vera Nikolaevna. Il matrimonio ebbe luogo il 30 aprile del 1787, a Gostilicy. In quello stesso giorno Vera venne nominata damigella d'onore dall'imperatrice. La coppia ebbe tredici figli:
- Praskov'ja Petrovna (2 giugno 1788-7 settembre 1788)
- Tat'jana Petrovna (1789-1793)
- Pëtr Petrovič (1790-1790)
- Praskov'ja Petrovna (1791-1792)
- Un figlio che visse solo un anno (1792-1793)
- Ekaterina Petrovna (29 aprile 1793-1794)
- Aleksander Petrovič (29 ottobre 1794-27 ottobre 1856)
- Sof'ja Petrovna (1795-23 febbraio 1829), che sposò in prime nozze il principe V. Kozlovskij, e in seconde nozze Aleksander Michajlovič Islenev, ebbero diversi figli
- Varvara Petrovna (15 marzo 1796-1815)
- Aglaja Petrovna (15 marzo 1796)
- Vasilij (21 luglio 1798-10 ottobre 1855), sposò Elena Maslova Vlodek, ebbero un figlio
- Adelaide Petrovna (1799-?), che sposò Fëdor Meržeevskij
- Tat'jana Petrovna (19 aprile 1802-5 gennaio 1884), sposò Vladimir Ivanovič Kablukov.

I primi sei anni di matrimonio furono idilliaci, ma la felicità durò poco in quanto la maggior parte dei figli morì durante l'infanzia.
Nella società cominciarono a circolare delle voci sulla paternità dei figli superstiti di Vera sostenendo che fosse Ivan Ivanovič Bariatinskij.
Al momento dell'ascesa al trono di Alessandro I, suo marito fu chiamato a San Pietroburgo e fu nominato Ministro della Pubblica Istruzione. In quel momento iniziò una relazione con un giovane poeta, Sergej Nikiforovič Marin.
Suo marito morì il 10 gennaio 1812 e nel febbraio 1813 Marin morì nella Battaglia di Austerlitz.

## Morte
Morì il 22 novembre 1845 a Narva e fu sepolta nel villaggio di Mežnikach Porchov, situato in un  distretto della provincia di Pskov.